# Dirinaria aspera
Dirinaria aspera är en lavart som först beskrevs av Hugo Magnusson., och fick sitt nu gällande namn av D.D. Awasthi 1964. Dirinaria aspera ingår i släktet Dirinaria och familjen Caliciaceae.   Inga underarter finns listade i Catalogue of Life.